# هوملسهاین
هوملسهاین (به آلمانی: Hummelshain) یک شهر در آلمان است که در زاله‌هلتسلاند واقع شده‌است. هوملسهاین ۶۱۸ نفر جمعیت دارد.